# Manduca corumbensis
Manduca corumbensis, là một loài bướm đêm thuộc họ Sphingidae. M. corumbensis gặp ở Brasil.

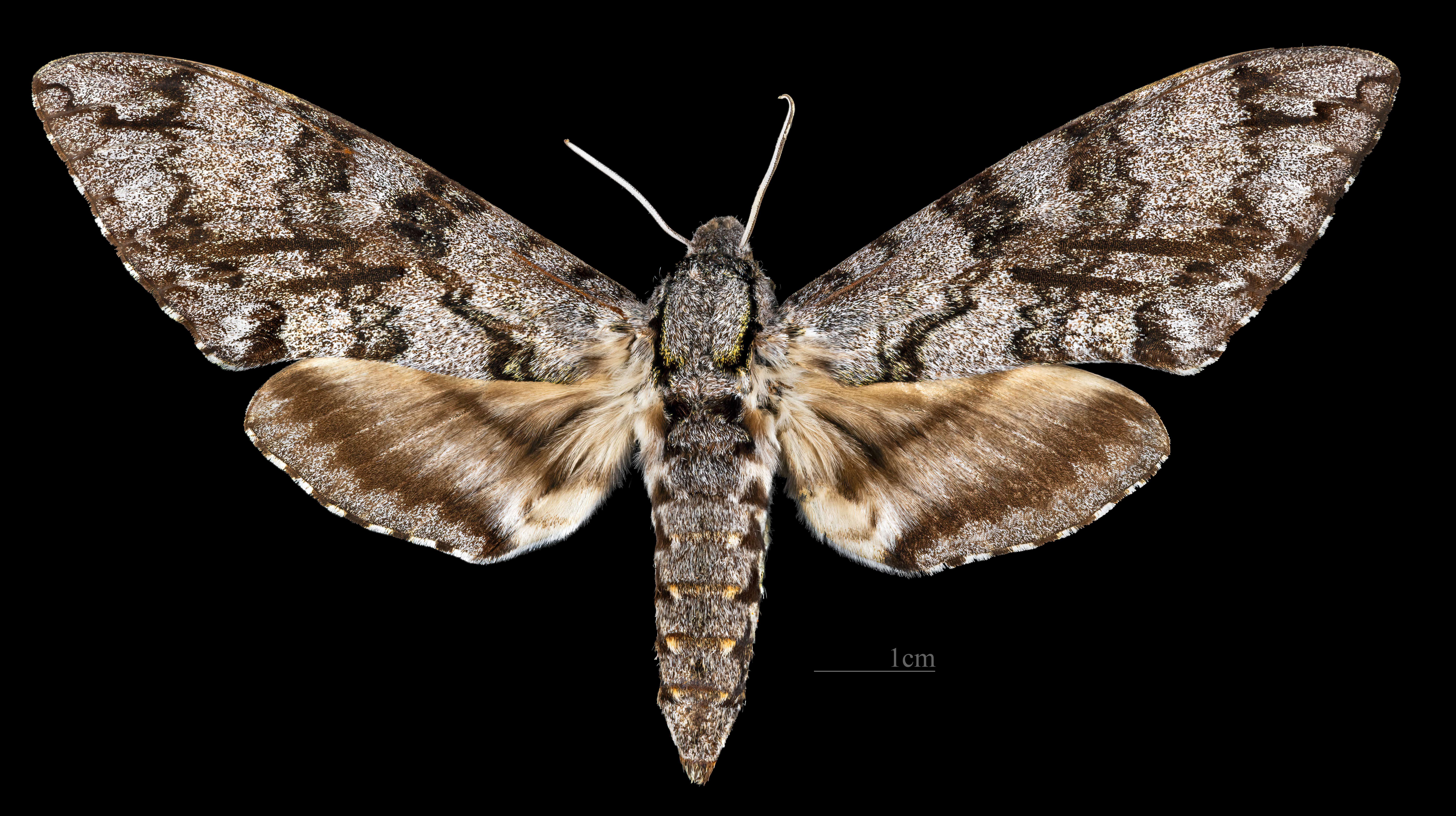
Manduca corumbensis  ♀
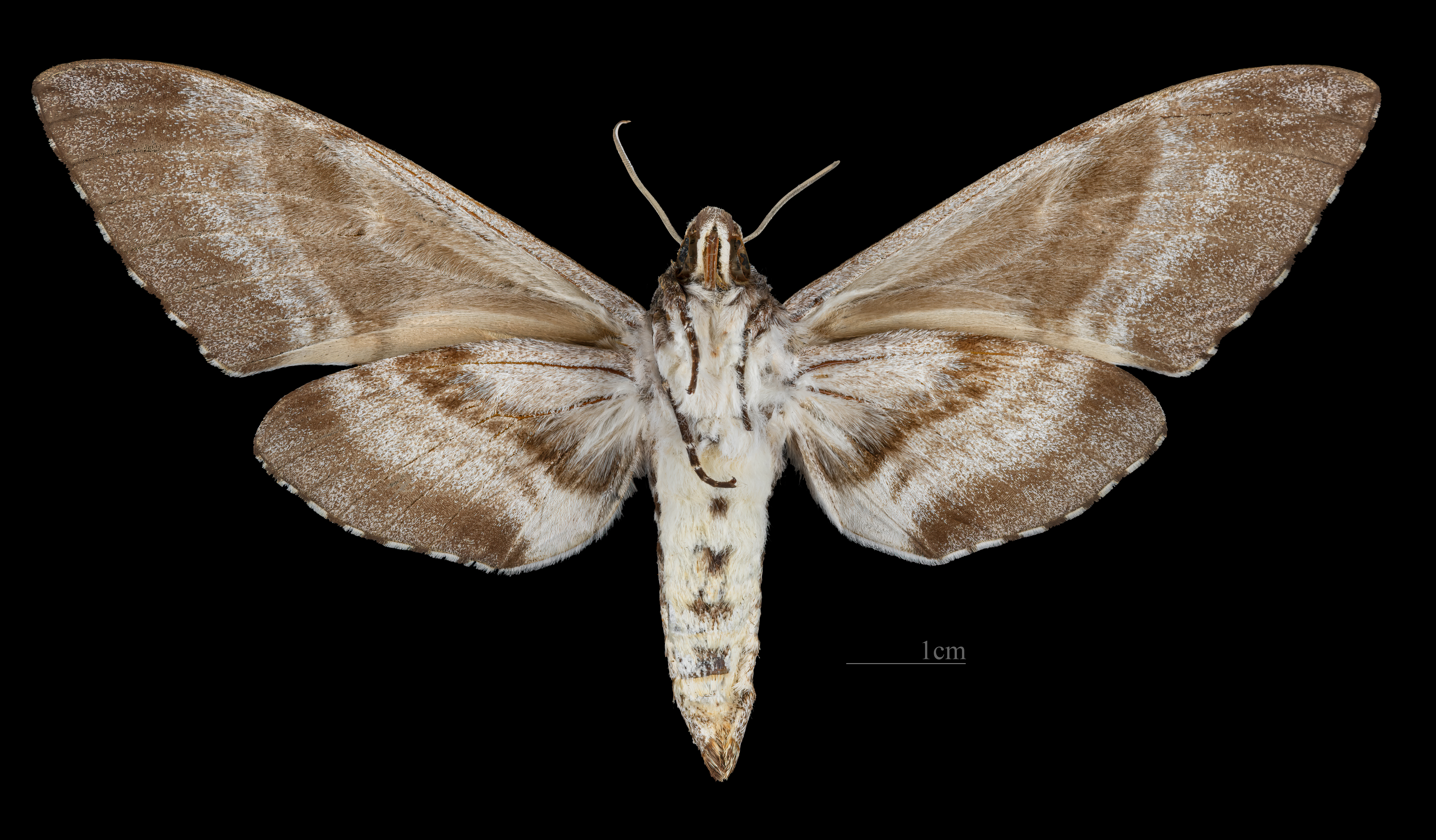
Manduca corumbensis ♀ △